# Club de Deportes Las Ánimas
El Club de Deportes Las Ánimas es un club deportivo fundado el 4 de octubre de 1942 y cuenta con las ramas de básquetbol, boxeo, tenis de mesa, fútbol, rayuela y e-Sports (deportes electrónicos).
Su rama de fútbol participó de la Tercera División de Chile entre los años 1994 y 1996.
En el básquetbol, el club disputa actualmente la Primera División de la Liga Saesa (ex Libsur) en las categorías Sub-13, Sub-15, Sub-17 y Adultos. Además de la Primera División de la Liga Nacional de Básquetbol de Chile.
La primera participación de Las Ánimas en la Liga Saesa fue en la temporada 2001, posteriormente el club no formó parte del certamen por varios años y en 2008 regresó, participando durante las últimas once temporadas, incluyendo un descenso a la Segunda División. Se coronaron campeones de la versión 2019, tras vencer en las semifinales al Club Deportivo Valdivia y con un contundente 3-0 en la final a CEB Puerto Montt.
Durante la Temporada 2017-18 de esta última competición, la máxima a nivel profesional del país, Las Ánimas de Valdivia alcanzó su primera corona nacional, venciendo en la gran final a Colegio Los Leones de Quilpué en una serie definida por 4-1. Esto les valió la clasificación a la Liga de las Américas 2019, consiguiendo la mejor actuación para un equipo chileno desde la creación de este nuevo torneo continental en 2007, logrando alcanzar las semifinales, luego de eliminar en la primera fase, disputada en Valdivia, a Club San Martín de Corrientes y los subcampeones anteriores, Mogi das Cruzes Basquete.
En el estreno de la Supercopa LNB, se enfrentaron como campeones de la Copa Chile 2018 contra el campeón de la LNB 2018-2019, CDV, en el clásico del Calle-Calle. El triunfo fue para los fantasmas en un apretado encuentro que finalizó con un marcador de 77-71, siendo Franco Morales el mejor del partido, con 29 puntos.